# Тівадар Чонтварі Костка

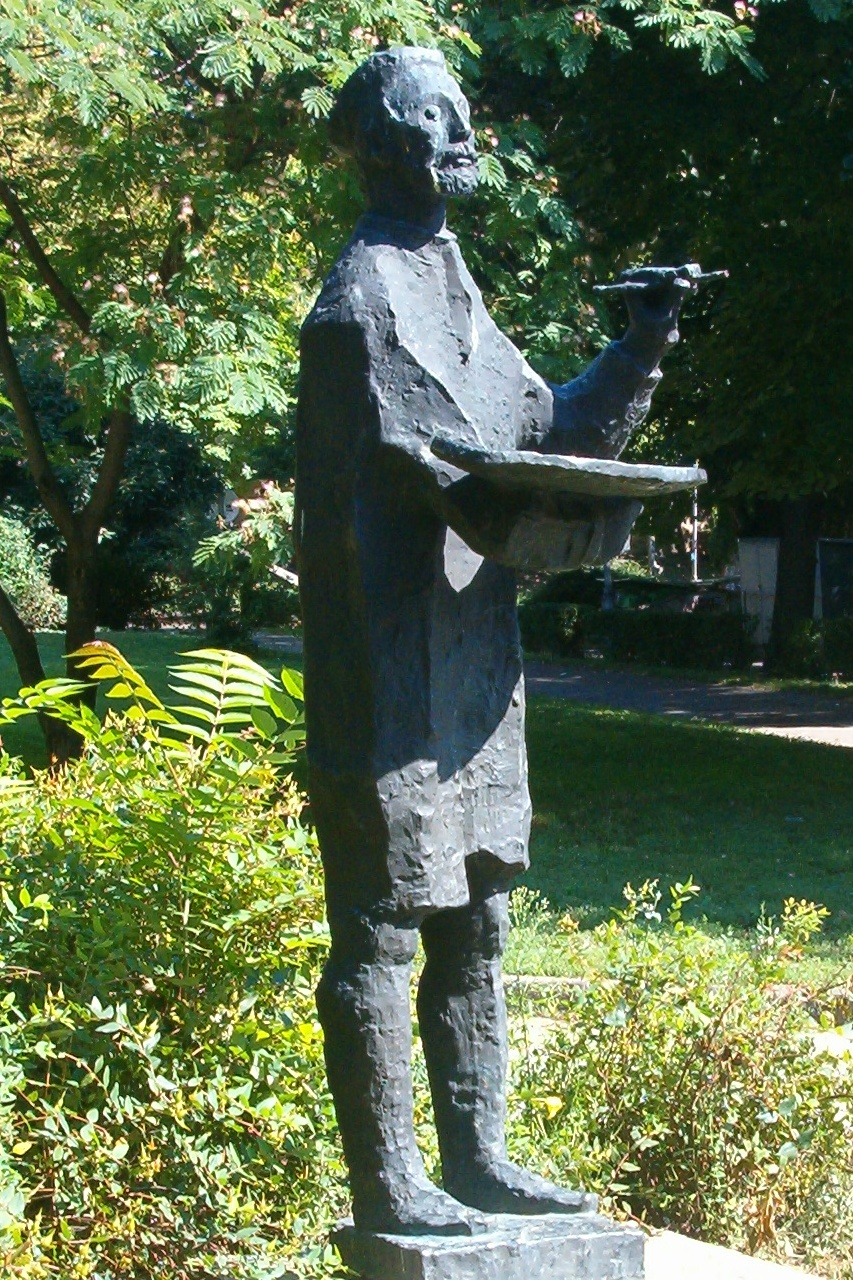
Пам'ятник Чонтварі, Печ

Тівадар Чонтварі Костка (угор. Csontváry Kosztka Tivadar; 5 липня 1853, Кішсебен, Угорське королівство, зараз Сабинів, Словаччина — 20 червня 1919, Будапешт, Угорщина) — угорський художник-самоук словацько-русинського походження.

## Біографія
У 1865 році сім'я Чонтварі переїжджає до села Середнє, сьогодні Закарпаття, а юного Тівадара віддали на навчання у комерційну школу в місті Ужгород. Служив аптекарем. У 1881 році пережив осяяння, яке провіщало йому долю великого живописця. Подорожував по Далмації, Боснії, Італії, Греції, Північній Африці та
Близькому Сходу.

## Творчість

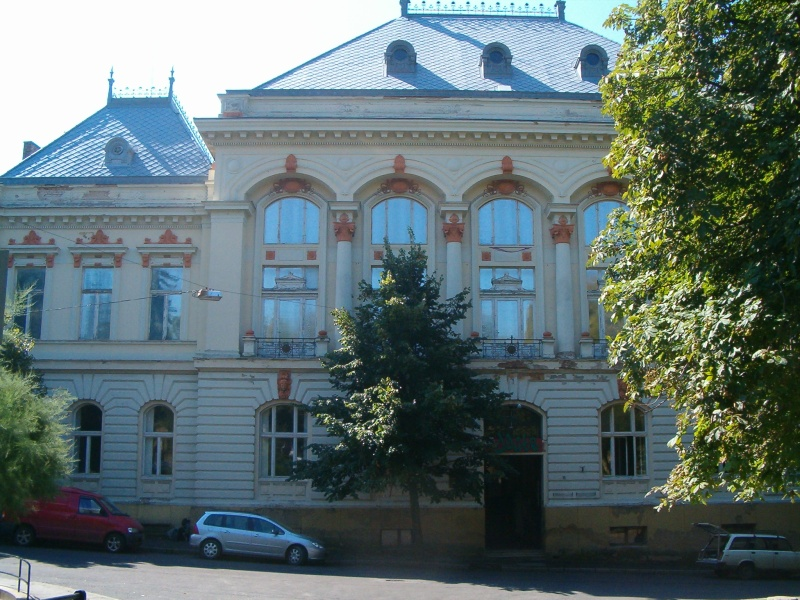
Музей Чонтварі, Печ

Чонтварі почав займатися живописом у середині 1890-х років. Йому належать понад ста картин. Велика частина з них, за стилістикою близька до експресіонізму, була створена в 1903—1909 рр. Полотна Чонтварі виставлялися в Парижі (1907) та інших країнах Європи, але не отримали визнання на батьківщині. В Угорщині художник мав репутацію божевільного через дивну поведінку, аскетичного способу життя і схильності при спілкуванні впадати в пророчий тон. Основні роботи художника зібрані в музеї міста Печа.

## Визнання
Чонтварі присвячений художній фільм Золтана Хусаріка (1981).
У місті Ужгород, де провів своє дитинство Тівадар Чонтварі встановлено у 2016 році міні-скульптуру художнику. Угорський художник Тіводар Чонтварі приїхав в Ужгород на ковзанах на Київську набережну, 2 (відразу біля пішохідного мосту). Урочисте відкриття пам'ятника Тівадару Костка Чонтварі. відбулося 10 березня 2016 року.

## Галерея

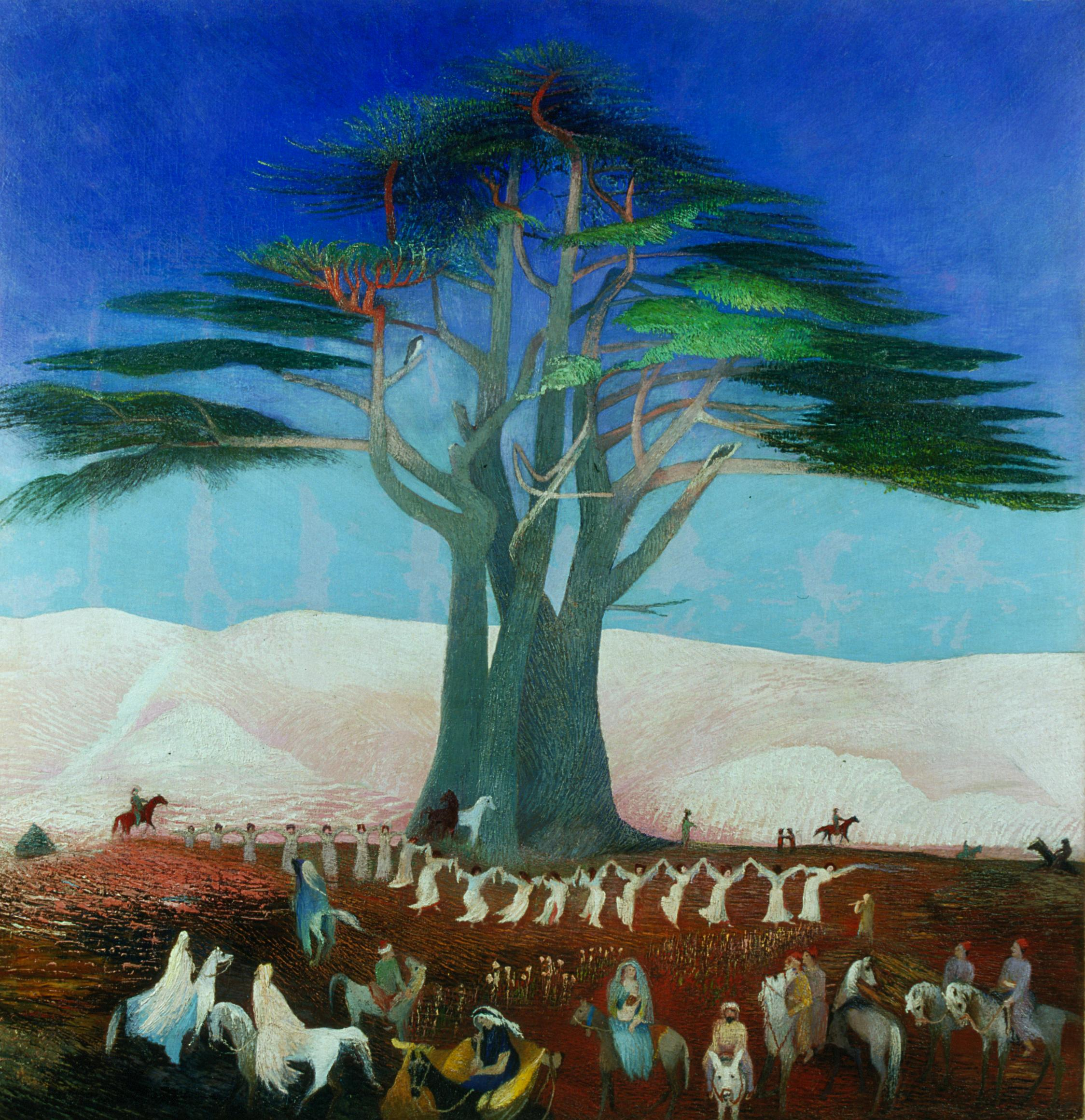
Паломництво до кедра ліванського , 1907
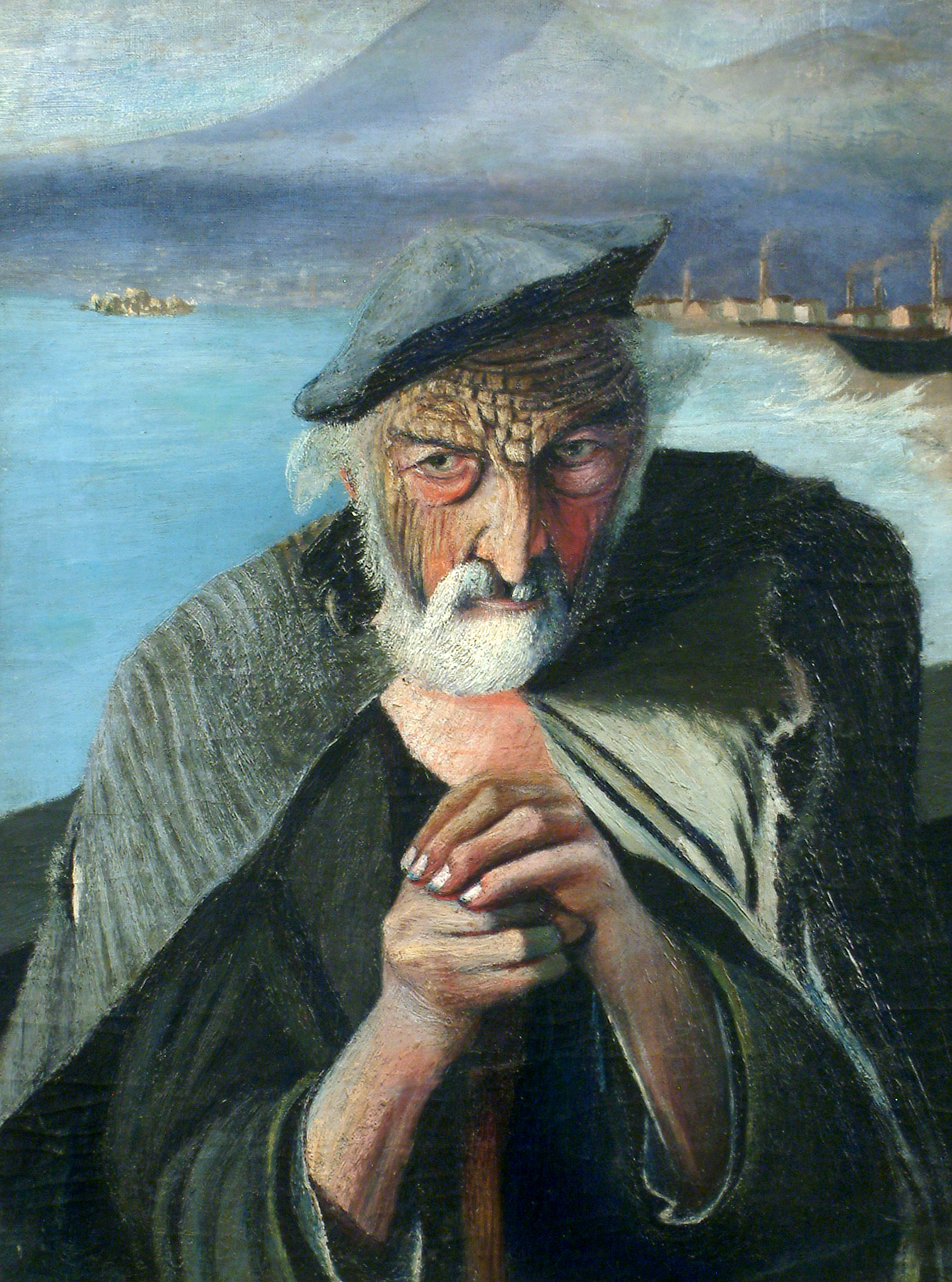
Старий рибалка, 1902
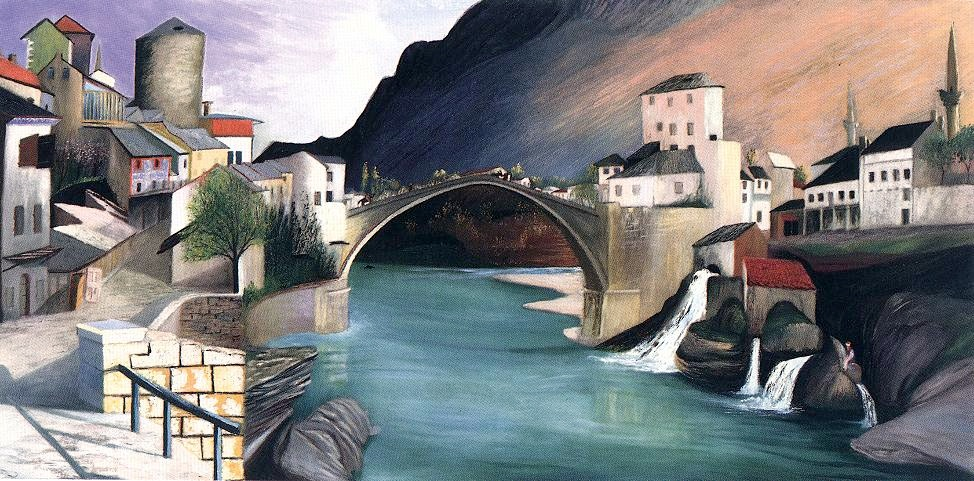
Мостар, римський міст, 1903
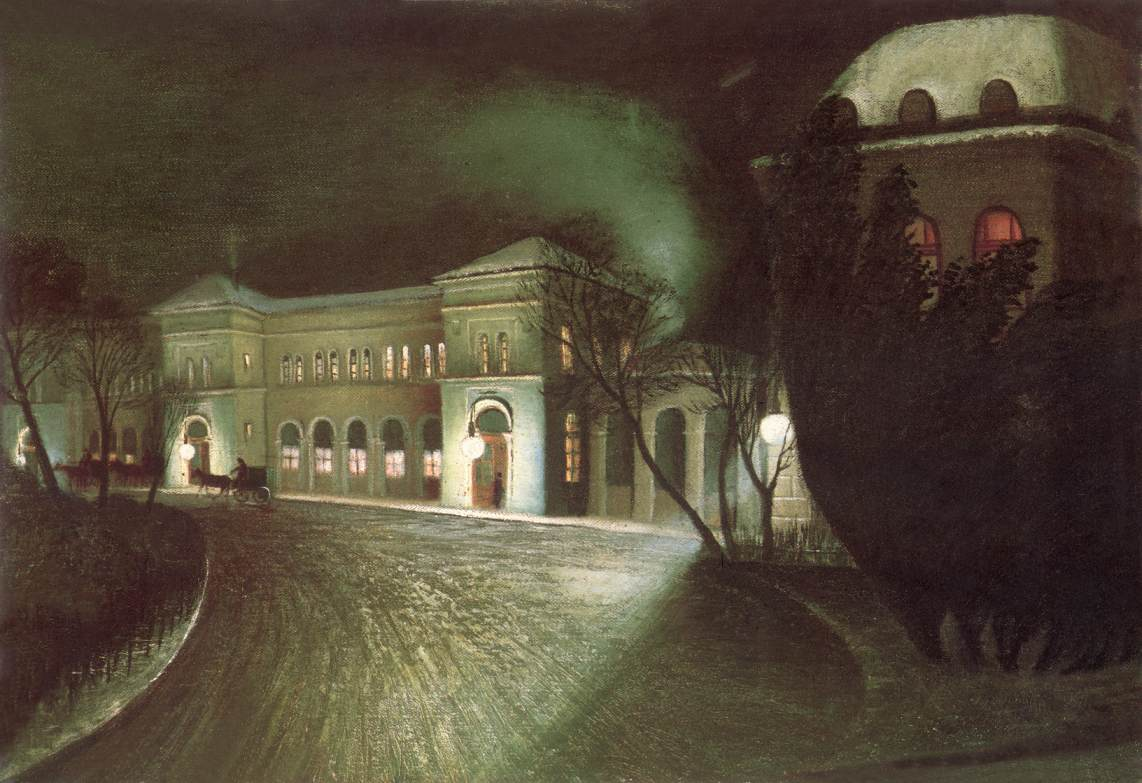
Східний залізничний вокзал вночі

## Каталоги та монографії
- Csontváry rétrospective: Palais des beaux-arts Bruxelles, 7-25 décembre 1962. Budapest: 1962
- Pertorini R. Csontváry patográfiája. Budapest: Akadémiai Kiadó, 1966
- Németh L. Csontváry. Budapest: Corvina, 1971
- Tivadar Csontváry Kosztka. Minneapolis: Control Data Arts, 1981
- Csontváry Múzeum Pécs: az állandó kiállítás katalógusa. Budapest: Képzömüvészeti Alap Kiadóvállalata, 1984
- Рылёва А. Чонтвари: Апология наивности// Собраніе, 2004, № 1
- Кержнер Е. Аптекарь из Игло// Крещатик, 2005, № 2.